# Freizügigkeitsgesetz/EU
Das Freizügigkeitsgesetz/EU regelt als Artikel 2 des am 1. Januar 2005 in Kraft getretenen Zuwanderungsgesetzes den Aufenthalt der Unionsbürger und ihrer Familienangehörigen neu.
Das Freizügigkeitsrecht von Unionsbürgern ist in der Richtlinie 2004/38/EG vom 29. April 2004 neu geregelt. Es regelt die Einreise und den Aufenthalt von Staatsangehörigen anderer Mitgliedstaaten der Europäischen Union (Unionsbürger) und ihrer Familienangehörigen (§ 1 FreizügG/EU).
Unionsbürger haben in den Mitgliedstaaten der Europäischen Union ein Recht auf Freizügigkeit, also auf Einreise und Aufenthalt im Aufnahmemitgliedstaat, wenn sie im Aufnahmemitgliedstaat als Arbeitnehmer oder Selbstständige im Wirtschaftsleben erwerbstätig oder auf Arbeitssuche sind. Andere – nicht erwerbstätige – Unionsbürger haben dieses Recht, wenn sie im Aufnahmemitgliedstaat über ausreichende Existenzmittel und ausreichenden Krankenversicherungsschutz verfügen. Das Gleiche gilt für die Familienangehörigen, die den Unionsbürger begleiten oder zu ihm nachziehen. Für eine Einreise und einen Aufenthalt bis zu drei Monaten sind jedoch nur ein Personalausweis oder Reisepass erforderlich (§§ 2, 3 FreizügG/EU).
Freizügigkeitsberechtigte Unionsbürger erhielten bis zum 28. Januar 2013 eine Freizügigkeitsbescheinigung; seitdem benötigen sie überhaupt kein Aufenthaltsdokument mehr. Familienangehörige von Unionsbürgern, die Drittstaatsangehörige sind, erhalten weiterhin eine Aufenthaltskarte. Bis zum Erwerb eines Daueraufenthaltsrechts (vgl. § 4 a FreizügG/EU), das über eine Bescheinigung des Daueraufenthaltsrechts oder – bei drittstaatsangehörigen Familienangehörigen – über eine Daueraufenthaltskarte nachgewiesen wird, kann das Recht auf Einreise und Aufenthalt bei Wegfall der Freizügigkeitsvoraussetzungen verloren gehen. Im Übrigen darf es nur aus Gründen der öffentlichen Ordnung, Sicherheit oder Gesundheit beschränkt werden (§ 6 Abs. 1 FreizügG/EU).